# Zentralsynagoge von Aleppo

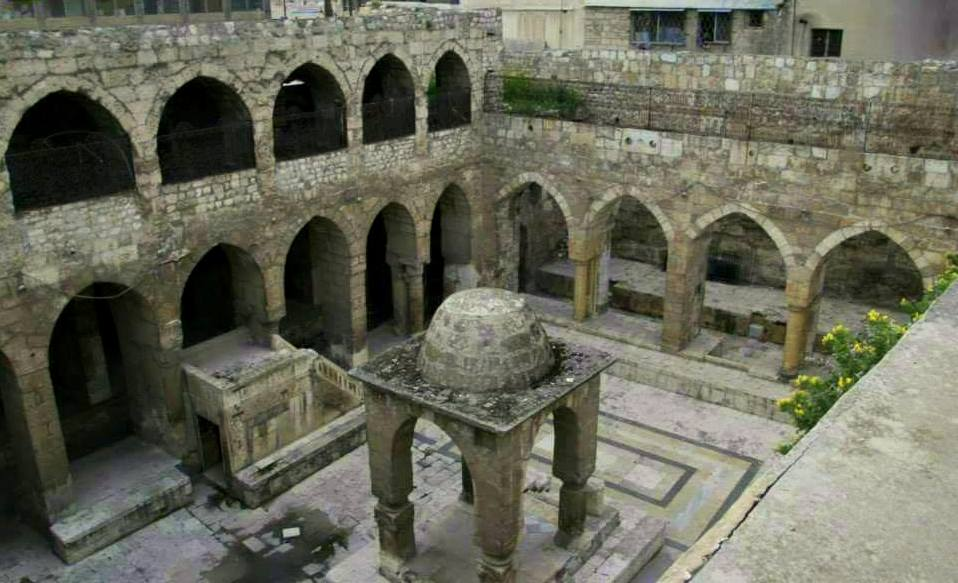
Die Zentralsynagoge von Aleppo 2011

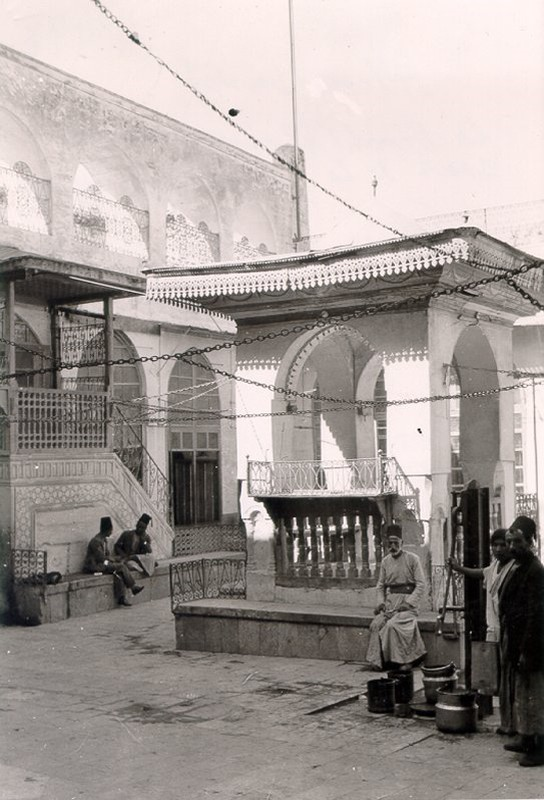
Die Synagoge vor 1940

Die Aleppiner Zentralsynagoge (hebräisch בית הכנסת המרכזי בחאלֶבּ, arabisch كنيس حلب المركزي, DMG Kanīs Ḥalab al-Markazī), auch als Joabsynagoge oder al-Bandara-Synagoge (كنيس البندرة) bekannt, ist eine Synagoge aus dem 5. Jahrhundert nach Chr., die beim Pogrom von Aleppo im Dezember 1947 zusammen mit zehn anderen historischen Synagogen zerstört wurde. Bis dahin hütete sie seit dem 14. Jahrhundert den Codex von Aleppo. Sie war die einzige noch genutzte antike Synagoge der Welt.

## Geschichte
Der Legende nach wurde die Synagoge im 10. Jahrhundert v. Chr. von König Davids General Joab ben Zeruiah errichtet. Das heutige Bauwerk stammt aus der byzantinischen Zeit des 4. oder 5. nachchristlichen Jahrhunderts, die älteste Inschrift aus dem Jahr 834 n. Chr. Nach Beschädigung durch den Mongoleneinfall im 13. Jahrhundert wurde die Synagoge in eine Moschee umgewandelt. In der Zeit von Timur diente sie als Rückzugsort vor seinen Gewaltakten, wurde jedoch 1400 zerstört. 1418 wurde die Synagoge wiederaufgebaut. Sie wurde im August 1626 vom jesuitischen Reisenden Pietro della Valle besucht und 1905 vom Forscher Elkan Nathan Adler beschrieben.
Am 1. Dezember 1947 wurde die Synagoge beim Pogrom von Aleppo im Zuge der Vertreibungen der syrischen Juden durch einen Mob niedergebrannt. Dabei wurden mehrere jüdische Gläubige, darunter zahlreiche Kinder, getötet. Auch verbrannten viele Seiten des Codex von Aleppo, des ältesten Manuskripts der masoretischen hebräischen Bibel. Das zuvor verschwunden geglaubte Dokument wurde 1958 nach Israel gebracht. Unter dem Assad-Regime wurde die Zentralsynagoge geschützt und im Jahre 1992 durch Finanzierung der syrisch-jüdischen Gemeinde von New York wiederaufgebaut. Am 1. Juni 2008 erlaubte das Regime von Präsident Baschar al-Assad noch Kaddisch und Kohanim-Gebete in der Synagoge.

## Bauwerk
Im nach Jerusalem zeigenden Südflügel (auch Mauer des Zion) der Zentralsynagoge ist ein „Höhle des Elija“ genannter Raum, wo alte Manuskripte (Kether) der Tora und der Bibel aufbewahrt wurden. Der Hof konnte im Sommer als Freiluft-Synagoge genutzt werden. Unterteilt war das Steingebäude in drei Bereiche. Der Hof trennte den Westflügel, wo die Mustarabi-Gemeinde betete (die alteingesessene jüdische Gemeinde Aleppos). Der östliche Bereich wurde im 16. Jahrhundert errichtet und diente als jüdische Studienhalle sowie als Gebetshalle für die „Franken“, also für die später angesiedelten sephardischen Juden aus Südwesteuropa. Drei Toraschreine befanden sich in der westlichen Halle, drei an der Südmauer und einer am Ostflügel.